# Eneco Tour 2014
L'Eneco Tour 2014, 10a edició de l'Eneco Tour, és una competició ciclista que es desenvolupà entre l'11 i el 17 d'agost de 2014. La prova fou la vint-i-unena cursa de l'UCI World Tour 2014.
El vencedor final de la cursa fou el belga Tim Wellens (Lotto-Belisol), que aconseguí el liderat en guanyar la sisena etapa amb 50" d'avantatge sobre els immediats perseguidors. Això li va permetre obtenir una diferència de set segons sobre el neerlandès Lars Boom (Belkin Pro Cycling Team) que va saber mantenir en la darrera etapa. En tercera posició finalitzà el neerlandès Tom Dumoulin (Giant-Shimano), vencedor alhora de la classificació per punts. Kenneth Vanbilsen (Topsport Vlaanderen-Baloise) guanyà la combativitat, mentre el Garmin-Sharp obtingué la victòria en la classificació per equips.

## Equips participants
Com a prova World Tour els 18 equips d'aquesta categoria hi prenen part. Són convidats a participar-hi dos equips continentals professionals: Topsport Vlaanderen-Baloise i Wanty-Groupe Gobert.
| Núm   | Codi | Equip                   |
| ----- | ---- | ----------------------- |
| 1-8   | OPQ  | Omega Pharma-Quick Step |
| 11-20 | BEL  | Belkin Pro Cycling Team |
| 21-28 | LTB  | Lotto-Belisol           |
| 31-38 | BMC  | BMC Racing Team         |
| 41-50 | TFR  | Trek Factory Racing     |
| 51-58 | CAN  | Cannondale              |
| 61-70 | SKY  | Team Sky                |
| 71-79 | GIA  | Giant-Shimano           |
| 81-89 | GRS  | Garmin-Sharp            |
| 91-98 | TCS  | Team Tinkoff-Saxo       |

| Núm     | Codi | Equip                 |
| ------- | ---- | --------------------- |
| 101-108 | OGE  | Orica-GreenEDGE       |
| 111-118 | FDJ  | FDJ                   |
| 121-128 | KAT  | Team Katusha          |
| 131-139 | AST  | Astana Qazaqstan Team |
| 141-149 | MOV  | Movistar Team         |
| 151-158 | LAM  | Lampre-Merida         |
| 161-168 | ALM  | AG2R La Mondiale      |
| 171-178 | EUC  | Team Europcar         |
| 181-188 | TSV  | Team Saxo-Tinkoff     |
| 191-198 | WGG  | Wanty-Groupe Gobert   |

## Etapes
| Etapa     | Data       | Recorregut                                  | Km                        | Km    | Vencedor d'etapa               | Líder de la general   | Ref.  |
| --------- | ---------- | ------------------------------------------- | ------------------------- | ----- | ------------------------------ | --------------------- | ----- |
| 1a etapa  | 11 d'agost | Terneuzen (NED) - Terneuzen (NED)           | Etapa plana               | 183,1 | Andrea Guardini (ITA)          | Andrea Guardini (ITA) | [ 1 ] |
| 2a etapa  | 12 d'agost | Waalwijk (NED) - Nieuwkuijk (NED)           | Etapa plana               | 175,8 | Zdeněk Štybar (CZE)            | Zdeněk Štybar (CZE)   | [ 2 ] |
| 3a etapa  | 13 d'agost | Breda (NED) - Breda (NED)                   | Contrarellotge individual | 9,6   | Tom Dumoulin (NED)             | Lars Boom (NED)       | [ 3 ] |
| 4a etapa  | 14 d'agost | Koksijde (BEL) - Ardooie (BEL)              | Etapa plana               | 179,1 | Nacer Bouhanni (FRA)           | Lars Boom (NED)       | [ 4 ] |
| 15a etapa | 15 d'agost | Geraardsbergen (BEL) - Geraardsbergen (BEL) | Etapa accidentada         | 162,5 | Greg Van Avermaet (BEL)        | Tom Dumoulin (NED)    | [ 5 ] |
| 6a etapa  | 16 d'agost | Heerlen (NED) - Aywaille (BEL)              | Etapa accidentada         | 173,9 | Tim Wellens (BEL)              | Tim Wellens (BEL)     | [ 6 ] |
| 7a etapa  | 17 d'agost | Riemst (BEL) - Sittard-Geleen (NED)         | Etapa accidentada         | 183,4 | Guillaume Van Keirsbulck (BEL) | Tim Wellens (BEL)     | [ 7 ] |

### Etapa 1
11 d'agost de 2014 — Terneuzen (Països Baixos) - Terneuzen, 183,1 km
|    | Ciclista                  | Equip                       | Temps      |
| -- | ------------------------- | --------------------------- | ---------- |
| 1  | Andrea Guardini (ITA)     | Astana Qazaqstan Team       | 4h 14' 33" |
| 2  | Yohann Gène (FRA)         | Team Europcar               | m. t.      |
| 3  | Davide Cimolai (ITA)      | Lampre-Merida               | m. t.      |
| 4  | Jens Debusschere (BEL)    | Lotto-Belisol               | m. t.      |
| 5  | Boy van Poppel (NED)      | Trek Factory Racing         | m. t.      |
| 6  | Aleksandr Pórsev (RUS)    | Team Katusha                | m. t.      |
| 7  | Tom Dumoulin (NED)        | Giant-Shimano               | m. t.      |
| 8  | Matteo Trentin (ITA)      | Omega Pharma-Quick Step     | m. t.      |
| 9  | Sep Vanmarcke (BEL)       | Belkin Pro Cycling Team     | m. t.      |
| 10 | Michael Van Staeyen (BEL) | Topsport Vlaanderen-Baloise | m. t.      |

|    | Ciclista                | Equip                       | Temps      |
| -- | ----------------------- | --------------------------- | ---------- |
| 1  | Andrea Guardini (ITA)   | Astana Qazaqstan Team       | 4h 14' 33" |
| 2  | Yohann Gène (FRA)       | Team Europcar               | + 4"       |
| 3  | Laurens De Vreese (BEL) | Wanty-Groupe Gobert         | + 5"       |
| 4  | Davide Cimolai (ITA)    | Lampre-Merida               | + 6"       |
| 5  | Lars Boom (NED)         | Belkin Pro Cycling Team     | + 7"       |
| 6  | Alex Dowsett (GBR)      | Movistar Team               | + 8"       |
| 7  | Kenneth Vanbilsen (BEL) | Topsport Vlaanderen-Baloise | + 8"       |
| 8  | Philippe Gilbert (BEL)  | BMC Racing Team             | + 9"       |
| 9  | Jens Debusschere (BEL)  | Lotto-Belisol               | + 10"      |
| 10 | Boy van Poppel (NED)    | Trek Factory Racing         | + 10"      |

### Etapa 2
12 d'agost de 2014 — Waalwijk (Països Baixos) - Vlijmen (Països Baixos), 175,8 km
|    | Ciclista                | Equip                   | Temps      |
| -- | ----------------------- | ----------------------- | ---------- |
| 1  | Zdeněk Štybar (CZE)     | Omega Pharma-Quick Step | 4h 06' 16" |
| 2  | Lars Boom (NED)         | Belkin Pro Cycling Team | m. t.      |
| 3  | Sep Vanmarcke (BEL)     | Belkin Pro Cycling Team | m. t.      |
| 4  | Marco Marcato (ITA)     | Cannondale              | m. t.      |
| 5  | Manuel Quinziato (ITA)  | BMC Racing Team         | m. t.      |
| 6  | Roy Jans (BEL)          | Wanty-Groupe Gobert     | m. t.      |
| 7  | Davide Appollonio (ITA) | AG2R La Mondiale        | m. t.      |
| 8  | Bauke Mollema (NED)     | Belkin Pro Cycling Team | m. t.      |
| 9  | Julien Vermote (BEL)    | Omega Pharma-Quick Step | m. t.      |
| 10 | Stig Broeckx (BEL)      | Lotto-Belisol           | m. t.      |

|    | Ciclista               | Equip                   | Temps      |
| -- | ---------------------- | ----------------------- | ---------- |
| 1  | Zdeněk Štybar (CZE)    | Omega Pharma-Quick Step | 8h 20' 39" |
| 2  | Lars Boom (NED)        | Belkin Pro Cycling Team | + 1"       |
| 3  | Sep Vanmarcke (BEL)    | Belkin Pro Cycling Team | + 6"       |
| 4  | Pàvel Brut (RUS)       | Team Katusha            | + 7"       |
| 5  | Philippe Gilbert (BEL) | BMC Racing Team         | + 9"       |
| 6  | Marco Marcato (ITA)    | Cannondale              | + 10"      |
| 7  | Nikolai Trússov (RUS)  | Team Tinkoff-Saxo       | + 10"      |
| 8  | Roy Jans (BEL)         | Wanty-Groupe Gobert     | + 10"      |
| 9  | Aidis Kruopis (LTU)    | Orica-GreenEDGE         | + 10"      |
| 10 | Jens Keukeleire (BEL)  | Orica-GreenEDGE         | + 10"      |

### Etapa 3
13 d'agost de 2014 — Breda (Països Baixos) - Breda (Països Baixos), 9,6 km
|    | Ciclista                | Equip                   | Temps   |
| -- | ----------------------- | ----------------------- | ------- |
| 1  | Tom Dumoulin (NED)      | Giant-Shimano           | 10' 55" |
| 2  | Fabian Cancellara (SUI) | Trek Factory Racing     | + 2"    |
| 3  | Geraint Thomas (GBR)    | Team Sky                | + 10"   |
| 4  | Manuel Quinziato (ITA)  | BMC Racing Team         | + 14"   |
| 5  | Jesse Sergent (NZL)     | Trek Factory Racing     | + 15"   |
| 6  | Steve Cummings (GBR)    | BMC Racing Team         | + 17"   |
| 7  | Andrí Hrivko (UKR)      | Astana Qazaqstan Team   | + 17"   |
| 8  | Moreno Moser (ITA)      | Cannondale              | + 18"   |
| 9  | Lars Boom (NED)         | Belkin Pro Cycling Team | + 19"   |
| 10 | Rohan Dennis (AUS)      | BMC Racing Team         | + 20"   |

|    | Ciclista               | Equip                   | Temps      |
| -- | ---------------------- | ----------------------- | ---------- |
| 1  | Lars Boom (NED)        | Belkin Pro Cycling Team | 8h 31' 54" |
| 2  | Tom Dumoulin (NED)     | Giant-Shimano           | +4"        |
| 3  | Manuel Quinziato (ITA) | BMC Racing Team         | + 4"       |
| 4  | Andrí Hrivko (UKR)     | Astana Qazaqstan Team   | + 7"       |
| 5  | Zdeněk Štybar (CZE)    | Omega Pharma-Quick Step | + 12"      |
| 6  | Geraint Thomas (GBR)   | Team Sky                | + 14"      |
| 7  | Niki Terpstra (NED)    | Omega Pharma-Quick Step | + 18"      |
| 8  | Kristijan Koren (SLO)  | Cannondale              | + 19"      |
| 9  | Sep Vanmarcke (BEL)    | Belkin Pro Cycling Team | + 21"      |
| 10 | Philippe Gilbert (BEL) | BMC Racing Team         | + 21"      |

### Etapa 4
14 d'agost de 2014 — Koksijde (Bèlgica) - Ardooie (Bèlgica), 179,1 km
|    | Ciclista                  | Equip                       | Temps      |
| -- | ------------------------- | --------------------------- | ---------- |
| 1  | Nacer Bouhanni (FRA)      | FDJ                         | 4h 13' 59" |
| 2  | Luka Mezgec (SLO)         | Giant-Shimano               | m. t.      |
| 3  | Giacomo Nizzolo (ITA)     | Trek Factory Racing         | m. t.      |
| 4  | Michael Van Staeyen (BEL) | Topsport Vlaanderen-Baloise | m. t.      |
| 5  | Jens Debusschere (BEL)    | Lotto-Belisol               | m. t.      |
| 6  | Andrea Guardini (ITA)     | Astana Qazaqstan Team       | m. t.      |
| 7  | Tyler Farrar (USA)        | Garmin-Sharp                | m. t.      |
| 8  | Yohann Gène (FRA)         | Team Europcar               | m. t.      |
| 9  | Roy Jans (BEL)            | Wanty-Groupe Gobert         | m. t.      |
| 10 | Nikolay Trusov (RUS)      | Team Tinkoff-Saxo           | m. t.      |

|    | Ciclista               | Equip                   | Temps       |
| -- | ---------------------- | ----------------------- | ----------- |
| 1  | Lars Boom (NED)        | Belkin Pro Cycling Team | 12h 45' 53" |
| 2  | Tom Dumoulin (NED)     | Giant-Shimano           | +4"         |
| 3  | Manuel Quinziato (ITA) | BMC Racing Team         | + 4"        |
| 4  | Andrí Hrivko (UKR)     | Astana Qazaqstan Team   | + 7"        |
| 5  | Zdeněk Štybar (CZE)    | Omega Pharma-Quick Step | + 9"        |
| 6  | Geraint Thomas (GBR)   | Team Sky                | + 14"       |
| 7  | Sep Vanmarcke (BEL)    | Belkin Pro Cycling Team | + 17"       |
| 8  | Niki Terpstra (NED)    | Omega Pharma-Quick Step | + 18"       |
| 9  | Kristijan Koren (SLO)  | Cannondale              | + 19"       |
| 10 | Jens Keukeleire (BEL)  | Orica-GreenEDGE         | + 21"       |

### Etapa 5
15 d'agost de 2014 — Geraardsbergen (Bèlgica) - Geraardsbergen (Bèlgica), 162,5 km
|    | Ciclista                | Equip                   | Temps      |
| -- | ----------------------- | ----------------------- | ---------- |
| 1  | Greg Van Avermaet (BEL) | BMC Racing Team         | 3h 48' 37" |
| 2  | Tom Dumoulin (NED)      | Giant-Shimano           | + 1"       |
| 3  | Pàvel Brut (RUS)        | Team Katusha            | + 1"       |
| 4  | Matti Breschel (DEN)    | Team Tinkoff-Saxo       | + 1"       |
| 5  | Lars Boom (NED)         | Belkin Pro Cycling Team | + 1"       |
| 6  | Niki Terpstra (NED)     | Omega Pharma-Quick Step | + 6"       |
| 7  | Geraint Thomas (GBR)    | Team Sky                | + 6"       |
| 8  | Tim Wellens (BEL)       | Lotto-Belisol           | + 6"       |
| 9  | Filippo Pozzato (ITA)   | Lampre-Merida           | + 6"       |
| 10 | Philippe Gilbert (BEL)  | BMC Racing Team         | + 6"       |

|    | Ciclista                | Equip                   | Temps       |
| -- | ----------------------- | ----------------------- | ----------- |
| 1  | Tom Dumoulin (NED)      | Giant-Shimano           | 16h 34' 29" |
| 2  | Lars Boom (NED)         | Belkin Pro Cycling Team | + 2"        |
| 3  | Manuel Quinziato (ITA)  | BMC Racing Team         | + 11"       |
| 4  | Andrí Hrivko (UKR)      | Astana Qazaqstan Team   | + 14"       |
| 5  | Geraint Thomas (GBR)    | Team Sky                | + 21"       |
| 6  | Pàvel Brut (RUS)        | Team Katusha            | + 23"       |
| 7  | Sep Vanmarcke (BEL)     | Belkin Pro Cycling Team | + 24"       |
| 8  | Greg Van Avermaet (BEL) | BMC Racing Team         | + 25"       |
| 9  | Niki Terpstra (NED)     | Omega Pharma-Quick Step | + 25"       |
| 10 | Jens Keukeleire (BEL)   | Orica-GreenEDGE         | + 28"       |

### Etapa 6
16 d'agost de 2014 — Heerlen (Països Baixos) - Aywaille (Bèlgica), 173,9 km
|    | Ciclista                | Equip                   | Temps      |
| -- | ----------------------- | ----------------------- | ---------- |
| 1  | Tim Wellens (BEL)       | Lotto-Belisol           | 4h 28' 19" |
| 2  | Lars Boom (NED)         | Belkin Pro Cycling Team | + 50"      |
| 3  | Greg Van Avermaet (BEL) | BMC Racing Team         | + 52"      |
| 4  | Tom Dumoulin (NED)      | Giant-Shimano           | + 52"      |
| 5  | Geraint Thomas (GBR)    | Team Sky                | + 56"      |
| 6  | Andrí Hrivko (UKR)      | Astana Qazaqstan Team   | + 58"      |
| 7  | Jelle Vanendert (BEL)   | Lotto-Belisol           | + 59"      |
| 8  | Niki Terpstra (NED)     | Omega Pharma-Quick Step | + 59"      |
| 9  | Philippe Gilbert (BEL)  | BMC Racing Team         | + 59"      |
| 10 | Marco Marcato (ITA)     | Cannondale              | + 59"      |

|    | Ciclista                  | Equip                   | Temps       |
| -- | ------------------------- | ----------------------- | ----------- |
| 1  | Tim Wellens (BEL)         | Lotto-Belisol           | 21h 03' 27" |
| 2  | Lars Boom (NED)           | Belkin Pro Cycling Team | + 7"        |
| 3  | Tom Dumoulin (NED)        | Giant-Shimano           | + 13"       |
| 4  | Andrí Hrivko (UKR)        | Astana Qazaqstan Team   | + 33"       |
| 5  | Greg Van Avermaet (BEL)   | BMC Racing Team         | + 34"       |
| 6  | Geraint Thomas (GBR)      | Team Sky                | + 38"       |
| 7  | Niki Terpstra (NED)       | Omega Pharma-Quick Step | + 45"       |
| 8  | Philippe Gilbert (BEL)    | BMC Racing Team         | + 48"       |
| 9  | Jens Keukeleire (BEL)     | Orica-GreenEDGE         | + 56"       |
| 10 | Sebastian Langeveld (NED) | Garmin-Sharp            | + 1' 04"    |

### Etapa 7
17 d'agost de 2014 — Riemst (Bèlgica) - Sittard-Geleen (Països Baixos), 183,4 km
|    | Ciclista                       | Equip                       | Temps      |
| -- | ------------------------------ | --------------------------- | ---------- |
| 1  | Guillaume Van Keirsbulck (BEL) | Omega Pharma-Quick Step     | 4h 25' 47" |
| 2  | Matteo Trentin (ITA)           | Omega Pharma-Quick Step     | + 46"      |
| 3  | Yves Lampaert (BEL)            | Topsport Vlaanderen-Baloise | + 46"      |
| 4  | Julien Vermote (BEL)           | Omega Pharma-Quick Step     | + 46"      |
| 5  | Kristijan Koren (SLO)          | Cannondale                  | + 46"      |
| 6  | Laurens De Vreese (BEL)        | Wanty-Groupe Gobert         | + 46"      |
| 7  | Pablo Lastras (ESP)            | Movistar Team               | + 46"      |
| 8  | Danilo Hondo (GER)             | Trek Factory Racing         | + 46"      |
| 9  | Silvan Dillier (SUI)           | BMC Racing Team             | + 46"      |
| 10 | Dylan van Baarle (NED)         | Garmin-Sharp                | + 46"      |

|    | Ciclista                  | Equip                   | Temps       |
| -- | ------------------------- | ----------------------- | ----------- |
| 1  | Tim Wellens (BEL)         | Lotto-Belisol           | 25h 30' 15" |
| 2  | Lars Boom (NED)           | Belkin Pro Cycling Team | + 7"        |
| 3  | Tom Dumoulin (NED)        | Giant-Shimano           | + 13"       |
| 4  | Andrí Hrivko (UKR)        | Astana Qazaqstan Team   | + 33"       |
| 5  | Greg Van Avermaet (BEL)   | BMC Racing Team         | + 34"       |
| 6  | Geraint Thomas (GBR)      | Team Sky                | + 38"       |
| 7  | Philippe Gilbert (BEL)    | BMC Racing Team         | + 48"       |
| 8  | Jens Keukeleire (BEL)     | Orica-GreenEDGE         | + 56"       |
| 9  | Sebastian Langeveld (NED) | Garmin-Sharp            | + 1' 04"    |
| 10 | Marco Marcato (ITA)       | Cannondale              | + 1' 11"    |

## Classificacions finals

### Classificació general
|    | Ciclista                  | Equip                   | Temps       |
| -- | ------------------------- | ----------------------- | ----------- |
| 1  | Tim Wellens (BEL)         | Lotto-Belisol           | 25h 30' 15" |
| 2  | Lars Boom (NED)           | Belkin Pro Cycling Team | + 7"        |
| 3  | Tom Dumoulin (NED)        | Giant-Shimano           | + 13"       |
| 4  | Andrí Hrivko (UKR)        | Astana Qazaqstan Team   | + 33"       |
| 5  | Greg Van Avermaet (BEL)   | BMC Racing Team         | + 34"       |
| 6  | Geraint Thomas (GBR)      | Team Sky                | + 38"       |
| 7  | Philippe Gilbert (BEL)    | BMC Racing Team         | + 48"       |
| 8  | Jens Keukeleire (BEL)     | Orica-GreenEDGE         | + 56"       |
| 9  | Sebastian Langeveld (NED) | Garmin-Sharp            | + 1' 04"    |
| 10 | Marco Marcato (ITA)       | Cannondale              | + 1' 11"    |

### Classificacions secundàries
|   | Ciclista             | Equip                   | Punts |
| - | -------------------- | ----------------------- | ----- |
| 1 | Tom Dumoulin (NED)   | Giant-Shimano           | 87    |
| 2 | Lars Boom (NED)      | Belkin Pro Cycling Team | 86    |
| 3 | Matteo Trentin (ITA) | Omega Pharma-Quick Step | 53    |

|   | Ciclista                | Equip                       | Punts |
| - | ----------------------- | --------------------------- | ----- |
| 1 | Kenneth Vanbilsen (BEL) | Topsport Vlaanderen-Baloise | 64    |
| 2 | Laurens De Vreese (BEL) | Wanty-Groupe Gobert         | 40    |
| 3 | Matteo Trentin (ITA)    | Omega Pharma-Quick Step     | 31    |

#### Classificació per equips
|   | Equip                   | Temps       |
| - | ----------------------- | ----------- |
| 1 | Garmin-Sharp            | 76h 38' 53" |
| 2 | BMC Racing Team         | + 4' 10"    |
| 3 | Belkin Pro Cycling Team | + 5' 27"    |

### UCI World Tour
L'Eneco Tour atorga punts per l'UCI World Tour 2014 sols als ciclistes dels equips de categoria World Tour.
| Posició               | 1r  | 2n | 3r | 4t | 5è | 6è | 7è | 8è | 9è | 10è |
| Classificació general | 100 | 80 | 70 | 60 | 50 | 40 | 30 | 20 | 10 | 4   |
| Per etapa             | 6   | 4  | 2  | 1  | 1  |    |    |    |    |     |

| # | Ciclista                  | Equip                   | Punts |
| - | ------------------------- | ----------------------- | ----- |
| 1 | Tim Wellens (BEL)         | Lotto-Belisol           | 106   |
| 2 | Lars Boom (NED)           | Belkin Pro Cycling Team | 89    |
| 3 | Tom Dumoulin (NED)        | Giant-Shimano           | 81    |
| 4 | Andrí Hrivko (UKR)        | Astana Qazaqstan Team   | 60    |
| 5 | Greg Van Avermaet (BEL)   | BMC Racing Team         | 58    |
| 6 | Geraint Thomas (GBR)      | Team Sky                | 43    |
| 7 | Philippe Gilbert (BEL)    | BMC Racing Team         | 30    |
| 8 | Jens Keukeleire (BEL)     | Orica-GreenEDGE         | 20    |
| 9 | Sebastian Langeveld (NED) | Garmin-Sharp            | 10    |

## Evolució de les classificacions
| Etapa | Vencedor                 | Classificació general | Classificació per punts | Classificació de la combativitat | Classificació per equips |
| ----- | ------------------------ | --------------------- | ----------------------- | -------------------------------- | ------------------------ |
| 1     | Andrea Guardini          | Andrea Guardini       | Andrea Guardini         | Kenneth Vanbilsen                | Team Katusha             |
| 2     | Zdeněk Štybar            | Zdeněk Štybar         | Lars Boom               | Kenneth Vanbilsen                | Belkin Pro Cycling Team  |
| 3     | Tom Dumoulin             | Lars Boom             | Lars Boom               | Kenneth Vanbilsen                | BMC Racing Team          |
| 4     | Nacer Bouhanni           | Lars Boom             | Andrea Guardini         | Kenneth Vanbilsen                | BMC Racing Team          |
| 5     | Greg Van Avermaet        | Tom Dumoulin          | Tom Dumoulin            | Kenneth Vanbilsen                | BMC Racing Team          |
| 6     | Tim Wellens              | Tim Wellens           | Tom Dumoulin            | Kenneth Vanbilsen                | Belkin Pro Cycling Team  |
| 7     | Guillaume Van Keirsbulck | Tim Wellens           | Tom Dumoulin            | Kenneth Vanbilsen                | Garmin-Sharp             |
| Final | Final                    | Tim Wellens           | Tom Dumoulin            | Kenneth Vanbilsen                | Garmin-Sharp             |